# Kênh Bảy Thước
Kênh Bảy Thước bắt nguồn từ một con kênh khác ở xã Vĩnh Bửu, huyện Tân Hưng. Phần lớn chiều dài chảy qua địa bàn huyện Tân Thạnh, tỉnh Long An, phía Bắc Kênh Dương Văn Dương. Kênh nối liền Kênh Nguyễn Văn Tiếp với sông Vàm Cỏ Tây. Điểm gặp sông Vàm Cỏ Tây thuộc địa bàn xã Thạnh Phú, huyện Thạnh Hoá, tỉnh Long An. Đây cũng là nguồn cung cấp nước tưới và tuyến giao thông thủy của huyện Tân Thạnh.